# 茱蒂絲·卡納庫澤
茱蒂絲·卡納庫澤（英語：Judith Kanakuze，1959年9月19日—2010年2月7日）是一名盧安達政治人物和婦女權利活動家，以通過反對性別暴力的立法（包括盧安達第一個關於強姦的法律定義）和貢獻憲法性別配額（要求婦女在政府機構中的代表性）而著稱。她曾在多個領域工作，包括營養業和公職服務，1994年的盧安達種族滅絕事件後，她成為婦女的傑出領袖，在那場大屠殺中，她失去了大部分的大家庭成員。卡納庫澤創立了早期的婦女組織婦女網路（Réseau des Femmes），並在《阿魯沙協議》和盧安達制定憲法的委員會中代表婦女利益。性別配額要求婦女在政府機構中至少佔30%，隨後迅速刺激婦女的參與，使婦女在國會中的比例超過配額。她於2003年當選國會議員，並於2008年再度當選。在任期間，她主持了盧安達婦女議會論壇。

## 生平
卡納庫澤於1959年9月19日出生在盧安達魯西濟縣。她在大學主修人口學，並取得學士學位。從1980年開始，卡納庫澤當了兩年學校老師，後來成為營養師。1986年起，她擔任了四年的盧安達營養中心國家監督員，之後她與SNV荷蘭發展組織合作，協調一項家庭節能專案。1992年，她擔任公共工程部的研究工作。在此期間，卡納庫澤在《阿魯沙協議》中代表婦女和兒童。她還領導了一個女權組織Twese Hamne (Pro-Femmes)。她經歷了1994年的盧安達種族滅絕，在那場大屠殺中，她的圖西族大家庭大部分成員都在盧旺達西部的基布耶教堂中被謀殺，而她的家人正是前往該教堂尋求庇護的。
衝突結束後，她從戈馬的難民營返回盧安達，重新開設了一家婦女儲蓄互助社，專門提供微型金融服務，同時也提供教育和衝突解決方案。卡納庫澤創立了早期的婦女組織婦女網路（Réseau des Femmes），並在1990年代末期擔任該組織的顧問。
卡納庫澤當時已是盧安達知名的婦女權利領袖，被選入該國2001年憲法委員會，擔任性別平等的倡導者，也是12人小組中的三位女性之一。她為憲法貢獻了許多與性別相關的條款，其中最重要的是創建了性別配額，規定婦女必須在盧安達決策機構中至少佔30%的席位。婦女民間社會組織和個別婦女輔助卡納庫澤說服了其他委員會成員。盧安達婦女開始進入男性控制的委員會，並在性別以外的問題上得到認可。到了2003年，婦女在國會中擁有近一半的席位，卡納庫澤當選為其中之一。第二年，她主持了盧安達婦女議會論壇，該論壇設計了政府內部針對性別平等的法律。卡納庫澤曾擔任性別與家庭促進議會常設委員會的成員。她最重要的立法行為是2008年針對性別暴力（包括家庭暴力和強姦）的法律。該法案在盧安達法律中確立了強姦的定義，標誌著自2003年選舉以來，由國會議員而非行政部門提出的第一項立法。2008年，卡納庫澤在盧安達愛國陣線政黨的領導下再次當選。
她在2009年12月的一次會議中病倒，後來沒有痊癒。卡納庫澤於2010年2月7日逝世，享年51歲。國會閉門一天，以哀悼和紀念她。